# Forteklyngeby
En forteklyngeby er en landsby bestående af gårde, beliggende omkring en tidligere større ubebygget plads kaldet forten, der imidlertid er blevet helt eller delvist inddraget til bebyggelse.
Kendte eksempler på denne landsbytype i Danmark er Glenstrup, Helberskov, Nordby på Samsø, Oue og Veddum.
| Arkitektur | Spire Denne arkitekturartikel er en spire som bør udbygges. Du er velkommen til at hjælpe Wikipedia ved at udvide den. |